# کارکور، نیو ساوت ولز
کارکور (به انگلیسی: Carcoar) یک شهرک در استرالیا است که در نیو ساوت ولز واقع شده‌است.